# Kleingestewitz
Kleingestewitz ist ein Ortsteil der Gemeinde Molauer Land im Burgenlandkreis in Sachsen-Anhalt. 

## Lage
Kleingestewitz liegt nördlich des Ortsteils Crauschwitz nah der thüringischen Nordgrenze auf der Molauer Platte bei Schinditz und Altlöbnitz. Die Bundesstraße 88 führt direkt an der Gemarkung westlich vorbei. Überlösste Ackerböden liegen in der Flur an und sind Ausläufer der Leipziger Tieflandbucht. 

## Geschichte
Im Jahr 1350 wurde das Dorf erstmals urkundlich genannt. Der Ort gehörte zum wettinischen Amt Camburg, welches aufgrund mehrerer Teilungen im Lauf seines Bestehens unter der Hoheit verschiedener Ernestinischer Herzogtümer stand. 1826 kam der Ort als Teil der Exklave Camburg vom Herzogtum Sachsen-Gotha-Altenburg zum Herzogtum Sachsen-Meiningen. Von 1922 bis 1939 gehörte der Ort zur Kreisabteilung Camburg.
Bei der Gebietsreform von 1952 in der DDR kam der Ort vom aufgelösten Landkreis Jena an den  Kreis Naumburg im Bezirk Halle, wodurch seine Zugehörigkeit zu Thüringen aufhörte. Am 1. Januar 1956 wurde das Dorf nach Crauschwitz eingemeindet, mit dem es später nach Leislau bzw. zur Gemeinde Molauer Land kam.